# Seznam hor a kopců v Alžírsku
Toto je seznam hor a kopců v Alžírsku.

## Tabulka
| Pořadí | Název                  | Výška (m) | Provincie   | Souřadnice                |
| ------ | ---------------------- | --------- | ----------- | ------------------------- |
| 1      | Tahat                  | 2908      | Tamanrasset | 23°17′ s. š., 5°32′ v. d. |
| 2      | Tinra                  | 2752      | Tamanrasset | 23°14′ s. š., 5°34′ v. d. |
| 3      | Tizoûyadj              | 2702      | Tamanrasset | 23°15′ s. š., 5°40′ v. d. |
| 4      | Hadedou                | 2612      | Tamanrasset | 23°12′ s. š., 5°46′ v. d. |
| 5      | Oul                    | 2602      | Tamanrasset | 23°13′ s. š., 5°40′ v. d. |
| 6      | Amdjer                 | 2559      | Tamanrasset | 23°15′ s. š., 5°27′ v. d. |
| 7      | Issou                  | 2543      | Tamanrasset | 23°15′ s. š., 5°51′ v. d. |
| 8      | I-n-Lalene             | 2422      | Tamanrasset | 23°11′ s. š., 5°38′ v. d. |
| 9      | Matérérey              | 2414      | Tamanrasset | 23°12′ s. š., 5°49′ v. d. |
| 10     | Tamgout Lalla Khedidja | 2312      | Bouira      | 36°27′ s. š., 4°14′ v. d. |